# Чолокашвили, Соломон Михайлович
Соломон Михайлович Чолокашвили (груз. სოლომონ მიხეილის ძე ჩოლოყაშვილი; 17 ноября 1882, Бакурцихе, Российская империя — 1944, Тбилиси, Грузинская ССР, СССР) — советский и грузинский учёный в области виноградарства, академик АН Грузинской ССР.

## Биография
Родился Соломон Чолокашвили 17 ноября 1882 года в Бакурцихе. Спустя какое-то время переехал в Крым, где поступил в Никитскую школу садоводства и виноградарства, которую окончил через несколько лет после поступления. Спустя какое-то время переезжает в Клостернойбург (Австрия), где получает высшее образование. В 1919 году возвращается на родину, где несколько месяцев читает лекции по виноградарству на Высших курсах при Наркомземе Грузинской ССР. С 1920 по конец жизни заведовал кафедрой виноградарства в ТбилГУ, при этом с 1925 по 1928 год находился в длительной научной командировке в Германии и Франции.
Скончался Соломон Чолокашвили в 1944 году в Тбилиси.

## Награды
- орден «Знак Почёта» (24.02.1941)[3]

## Научные работы
Основные научные работы посвящены сортоизучению и селекции винограда. Соломон Михайлович — один из организаторов института виноградарства и виноделия в Телави.
- Разрабатывал вопросы районирования виноградарства в Грузии и Молдавии.
- Составил карты размещения виноградарства в Грузии с подробной экспликацией.

## Научные труды и литература
- Материалы к вопросу о виноградных сортах XII—XIII вв., 1938.
- Ампелография СССР, т. 1—10, 1946—56.
- Руководство по виноградарству (на грузинском языке). Тбилиси, 1937, 349 с.
- Руководство по виноградарству, ч. II, Ампелография, 1939.